# Labinština
Labinština (Labinšćina) je zemljopisno-povijesni naziv istočnog dijela Istre. Površine je približno 220 km2.
Zemljopisne granice na zapadu su rijeka Raša, i istoimen zaljev, na jugu i istoku more, a na sjeveru Plominski zaljev, južni dio masiva Učke i Kvarnerskoga zaljeva, i, do početka 20. stoljeća, Čepićkim jezerom (Čepićko polje). Središte je Labin. Upravno je većinom to područje Grada Labina, te općina Kršan, Sveta Nedelja i Raša, ukupno 84 naselja s 22 134 stanovnika 2001. godine.
Reljefno je valovita visoravan omeđena duboko usječenim dolinama rijeka (Raša i Krapanski potok) i strmom morskom obalom. Glavnina zemljišta oko Labina, Raše i Sv. Nedelje su krški vapnenci kredne, eocenske starosti. Sjeverni dio granično je s flišnim pobrđem srednje Istre područjem lapora i pješčenjaka.
Klima i biljni pokrov su izrazito mediteranski. Na sjevernom dijelu Labinštine je prijelazno područje ka kontinentalnoj klimi i flori.
Naseljena u prapovijesti iz kojeg vremena su ostale gradine. U starom vijeku bila je zapadnim rubom naseljavanja Liburna, a središta subila Alvona (Labin) i Flanona (Plomin).  
Slavenska plemena provalila su u ovaj dio Istre od konca 6. stoljeća. Zbog razaranja s prvim doseobama starosjedioci su se povukli u utvrđene gradove. Prva slavenska plemena ne naseljavaju se trajno. Hrvati došli u 7. stoljeću trajno se naseljavaju. Doseoba je bila ogromnih razmjera zbog čega je cesta koja je vodila od Labina preko Pazina do Poreča već u 12. stoljeću ponijela ime Slavenska cesta (lat. via sclavorum). Dio Labinštine je bio dijelom starohrvatske države u 10. stoljeću. 
Pod mletačku vlast potpala je početkom 15. stoljeća, a na sjeveru je graničila s feudalnim gospoštijama dijelom Pazinske knežije. Hrvati su se izraženije akulturirali nego u ostatku istočne Istre, što je ostavilo posljedicu na jezične osobine Labinštine. Mjesni hrvatski govori su čakavski i cakavski, bliski liburnijskom tipu čakavskih govora, s tim da labinska čakavica ima jače izražen romanski utjecaj. U 19. stoljeću razvilo se rudarstvo (ugljenokopi na području Krapna, Ripende i Tupljaka) i zbile su se nove migracije iz šire okolice ka Labinu (Podlabin, Raša), zbog čega se preobrazio proces akulturacije, koji je dotad bio jednosmjeran i postao je obostran. Kraj pretrpio velika ratna razaranja u 16. i 17. stoljeću i velika iseljavanja u 20. stoljeću. Danas je velika dobro organizirana iseljenička zajednica u New Yorku.
Ugljenokopi su zatvoreni krajem 20. stoljeća. U Koromačnu je tvornica cementa. Jedini veliki proizvodni pogon je TE Plomin. U priobalju je razvijen turizam, a drugdje mala proizvodnja i tercijarne djelatnosti. Na krškom dijelu tradicijska gospodarska grana bila je poljoprivreda (sitno povrtlarstvo, žitarice i vinova loza na malim površinama, te stočarstvo). Nakon što je Čepićko jezero isušeno i južni dio doline Raše i Krapanskoga potoka melioriran, stvorili su se uvjeti za ekstenzivnu poljoprivredu. Prometno važni su državna cesta Rijeka-Opatija-Pula (D 21) i Raška pruga.